# İsmail Çipe
İsmail Çipe (* 5. Januar 1995 in Antakya) ist ein türkischer Fußballtorhüter. Seit Februar 2023 steht Çipe bei Boluspor unter Vertrag.

## Vereinskarriere
Çipe kam mit 15 Jahren in die Jugend von Galatasaray Istanbul. Vorher spielte er in der Jugend von Hatayspor. Nach vier Jahren in der Jugend der Gelb-Roten unterschrieb İsmail Çipe einen Profivertrag mit einer Laufzeit von fünf Jahren. In seinen ersten zwei Jahren in der Ersten Mannschaft kam er in der Süper Lig zu keinem Einsatz. Für die Saison 2016/17 wurde der Torhüter an Bugsaşspor verliehen. In der nachfolgenden Saison spielte er in der Hinrunde für Fatih Karagümrük SK und in der Rückrunde für Tuzlaspor, jeweils auf Leihbasis. Sein Debüt in der Süper Lig machte der Torhüter am 10. November 2018 gegen Kayserispor. Sein Chef-Trainer Fatih Terim wechselte ihn für Fernando Muslera in der 94. Spielminute ein. Am Ende der Saison 2018/19 wurde Çipe türkischer Meister und Pokalsieger. Im August 2019 wurde der Torhüter für zwei Spielzeiten an Kayserispor ausgeliehen.
Nach siebeneinhalb Jahren bei Galatasaray wechselte Çipe in die 2. türkische Liga zu Boluspor.

## Nationalmannschaft
Von 2014 bis 2015 spielte İsmail Çipe für die türkische U-19 und U-21.

## Erfolge
Galatasaray Istanbul
- Türkischer Meister: 2019
- Türkischer Fußballpokal: 2019